# یوندر بیتولا
یوندر بیتولا (انگلیسی: Yunder Beytula؛ زادهٔ ۹ ژانویهٔ ۱۹۹۲) وزنه‌بردار اهل بلغارستان است.